# Museo Casa Estudio Diego Rivera y Frida Kahlo
El Museo Casa Estudio Diego Rivera y Frida Kahlo es un museo y sitio histórico que se encuentra en el sur de la Ciudad de México. 
Por encargo de Diego Rivera, en 1931 Juan O'Gorman diseñó una de las primeras construcciones funcionalistas de Latinoamérica: una casa para el pintor y otra para su esposa Frida Kahlo, donde cada uno tendría su propio estudio. Se trata de dos bloques de hormigón liso que albergan cada uno una casa, una roja con blanco (el pintor) y otra azul (para la artista), independientes una de la otra y unidas solamente por un pequeño puente en su parte superior. Desde 1986 está dedicado a preservar la memoria del muralista y su esposa; así como al estudio y análisis de su generación artística.

## Aspectos generales
El museo —ubicado en el barrio de San Ángel de la alcaldía Álvaro Obregón sobre una superficie de 380 metros cuadrados— está conformado por tres inmuebles: dos casas-estudios y un laboratorio fotográfico; diseñados por el arquitecto y artista mexicano Juan O'Gorman. La construcción se inició en 1931 y concluyó al año siguiente, pero Diego Rivera y Frida Kahlo la habitaron a partir de 1934.
El sistema de construcción de hormigón armado —en donde la forma se deriva de la función utilitaria, principio que defendió O´Gorman como eje de la arquitectura—, permite que las instalaciones eléctricas sean aparentes; las losas de hormigón de ambas casas se presentan sin el acabado en yeso y solo los muros de ladrillo están aplanados. En las puertas se utilizó láminas de asbesto con marco de herrería, una escalera de hormigón helicoidal exterior que comunica los diversos pisos del Estudio del Pintor, entre otras, son las características que fundamentan la teoría arquitectónica funcionalista de O'Gorman: el mínimo de gasto y esfuerzo por el máximo de utilidad.
El Estudio del Pintor se desarrolla en la planta baja y dos pisos, las lozas de concreto son aligeradas y aparentes, la marquetería es de acero estructural, la techumbre en forma de diente de sierra; sus acabados demuestran gran austeridad y economía. Gran atención se prestó a la iluminación natural requerida para tal estudio, solucionada con ventanas de piso a techo. Se aprecian también el empleo de la planta libre, al nivel de los accesos sostenidos en pilotes ligeros. La introducción de estos elementos en la arquitectura de ese entonces, constituyen una de las más valiosas aportaciones a la arquitectura moderna del siglo XX.
El inmueble fue creado como museo por decreto presidencial el primero de abril de 1981, publicado en el Diario Oficial de la Federación el 24 del mismo mes, incorporándose al domino público el aludido al predio, construcción y objetos existentes en él y se destinó su custodia al Instituto Nacional de Bellas Artes (INBA).
El 16 de diciembre de 1986 abrió sus puertas al público como Museo Casa Estudio Diego Rivera y Frida Kahlo-INBA, en el marco de las celebraciones por el centenario del natalicio de Diego Rivera. Entonces quedó definida su vocación cultural en las tareas de preservación, conservación, investigación y exhibición de la vida y obra de Kahlo, Rivera y O'Gorman, así como también del arte contemporáneo.
El INBA, consciente del valor patrimonial y artístico de las casas gemelas, las restauró entre julio y diciembre de 1995, a través de su Dirección de Arquitectura, la casa estudio de Kahlo y en el mismo período del año siguiente la de Rivera con el fin de recuperar su aspecto original. El museo fue reinaugurado por el presidente Ernesto Zedillo Ponce de León el 28 de febrero de 1997 y los inmuebles fueron declarados Patrimonio Artístico de la Nación el 25 de marzo del año siguiente.
El acervo del Museo Casa Estudio Diego Rivera y Frida Kahlo lo constituyen las casas gemelas, hoy el más importante ejemplo existente de la arquitectura funcionalista que, desarrollada por Le Corbusier, fue asimilada y aplicada por O'Gorman en México.
A partir de 1934 Rivera ocupó el estudio, donde pintó la mayor parte de su obra de caballete, sus acuarelas, bocetos para murales y algunos murales transportables y donde falleció el 24 de noviembre de 1957 a las 23:20 horas. La casa la heredó su hija, Ruth Rivera Marín, que la donó al INBA.

## Arquitecto: Juan O'Gorman
Su obra fue un parteaguas en la arquitectura moderna. Las casas construidas por Juan O’Gorman para Diego y Frida Kahlo son un ejemplo de su arquitectura funcionalismo, en ellas el arquitecto juega de manera innovadora con dobles alturas, volúmenes y materiales que imprimen un sello particular en la manera de habitar el espacio; “El mínimo de gasto y esfuerzo por el máximo de utilidad.”, es la premisa que sintetiza su obra ya clásica dentro de la historia de la arquitectura. Esta nueva propuesta resalta la simplicidad de las formas y concede gran pureza a la construcción. 

## Las tres casa estudio
A los 24 años de edad, y con sus primeros ingresos como dibujante, Juan O’Gorman compró dos canchas de tenis escalonadas y en una de ellas exploraría entre 1929 y 1931 las posibilidades de la nueva arquitectura.
Primero experimentó con la edificación de una casa-estudio ubicada en el terreno más bajo. Aunque dijo que estaba destinada a su padre Cecil Crawford O’Gorman, hay motivos para asegurar que en realidad deseaba mostrarla a Diego Rivera, esposo de su amiga de la adolescencia, Frida Kahlo. Al concluirla en 1931 invitó a Diego, quien quedó muy gratamente impresionado. El joven arquitecto le ofreció al costo la cancha vecina si el pintor le encargaba el proyecto y la construcción de su estudio. El maestro aceptó, y lo que resultó fueron dos casas-estudio, una para él y otra para Frida. 
O’Gorman conocía las propuestas arquitectónicas de la vanguardia europea, en particular, la del afamado arquitecto Le Corbusier. Con estas tres construcciones aportó novedosas soluciones en el ámbito de las estructuras, así como el uso del cristal y el acero, las escaleras de concreto y la visibilidad de las instalaciones como elemento expresivo dentro del lenguaje de la modernidad. De la cultura popular mexicana integró el uso del barro a la vista en algunas cubiertas y el colorido de los muros y las cercas de cactos, que dio como resultado un cosmopolitismo nacionalista sumamente original.

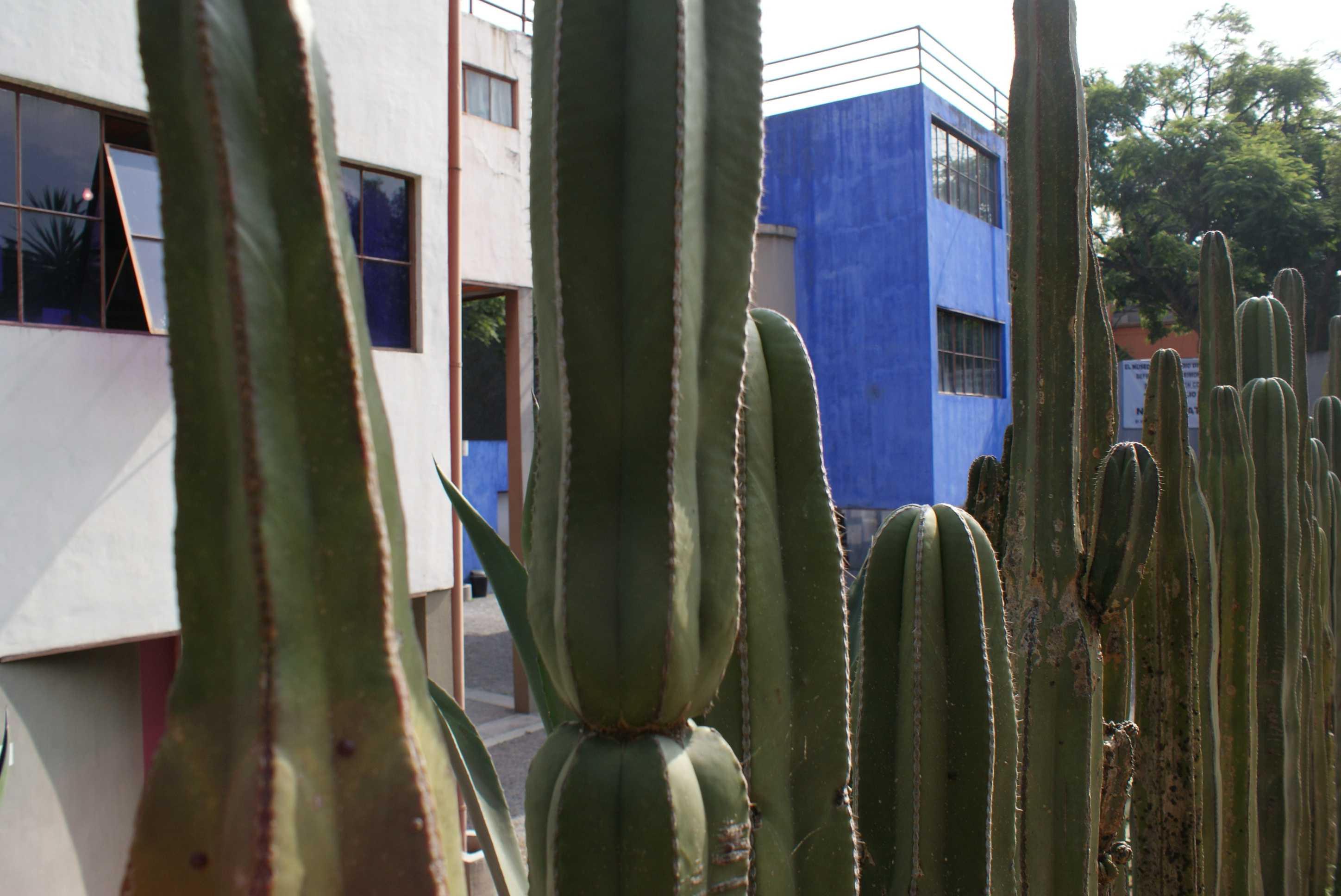
Cerca de Cactos

Al formalizarse en encargo de Diego Rivera, Juan O’Gorman emprendió de inmediato el proyecto en la primera mitad de 1931. Un año después terminó las dos casas estudio, mientras Diego y Frida se encontraban en Detroit. Las casas fueron fotografiadas de inmediato por Guillermo Kahlo, padre de Frida. No fue hasta 1934 cuando la pareja se mudó a este lugar.
A solicitud de Diego, el proyecto propone dos casas de varios pisos. Aparecen también un pequeño taller y archivo fotográfico. La planta baja del conjunto queda casi totalmente libre, siguiendo la idea de Le Corbusier, y funciona como vestíbulo y área de estar en ambas casas, cuya parte superior queda suspendida sobre pilotis, ya presentes en la casa de 1929. También aquí el terreno se limita con cercas de cactos.
La casa estudio de Diego evidencia la influencia de una obra célebre de Le Corbusier de 1922; la casa estudio del pintor Amédée Ozenfant, en París, con un techo de sierra y una escalera exterior en espiral con un pasamanos de concreto. Estos elementos están presentes en el estudio de Diego, que sin embargo, es más grande y complejo, como lo demuestra el área de doble altura sobre la que se ubica una extensión del estudio.

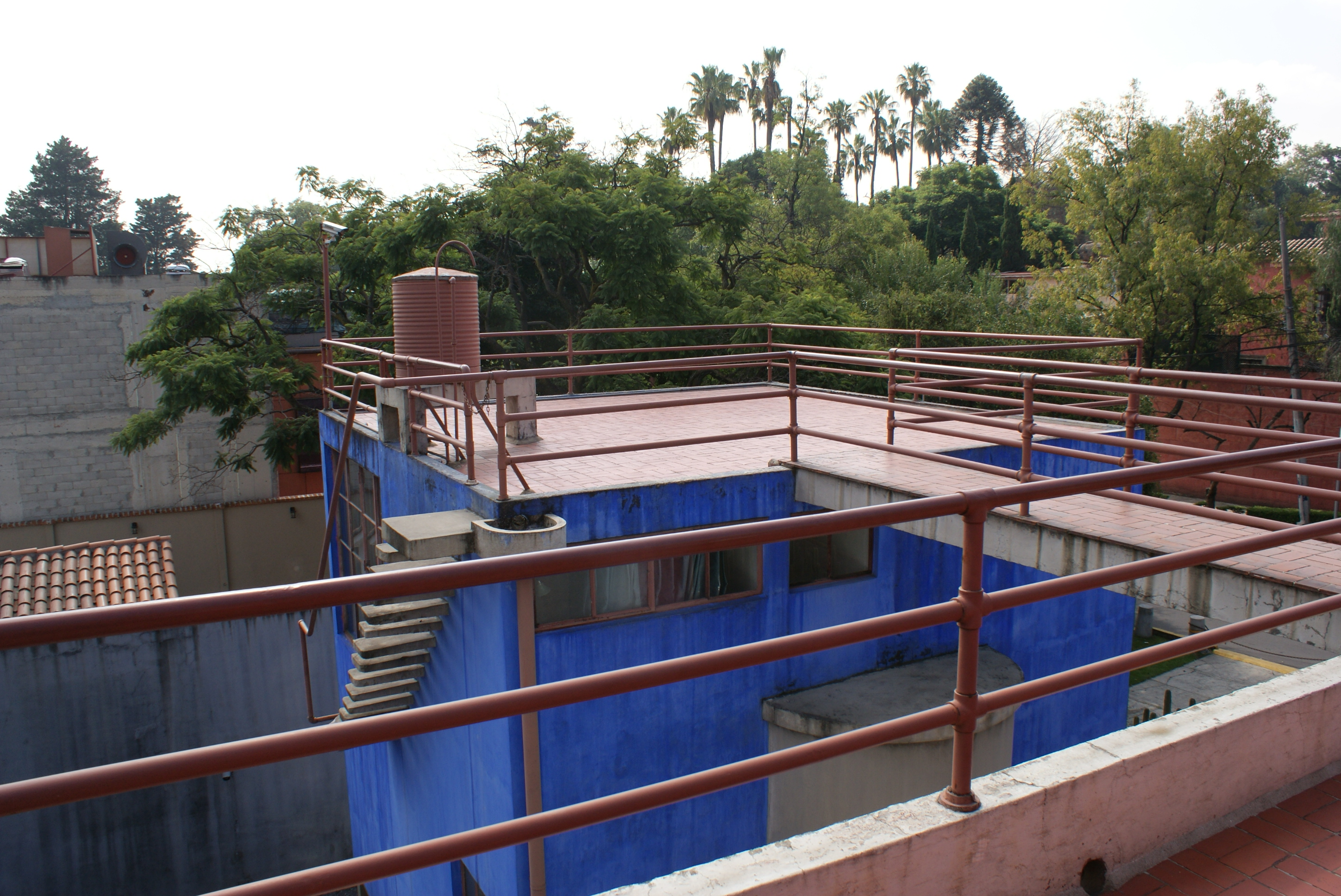
Tinacos descubiertos, tubos pluviales, pasamanos tubulares y escalera en ménsula

La casa de Frida no sigue modelos específicos y la escalera exterior que lleva a la azotea representa una notable innovación, con los peldaños de concreto en ménsula y un pasamanos tubular reducido al mínimo. Todas las escaleras tienen, en los dos edificios, una especial relevancia arquitectónica.
También son visibles aquí los tinacos, los tubos para el desagüe pluvial y la alimentación del agua, pero son una novedad los gruesos tubos de los ductos para la basura, que bajan hacia unos pequeños tubos metálicos. Aparecen de nuevo las instalaciones eléctricas a la vista, así como los pasamanos tubulares, todavía más abundantes.

### Casa estudio de Diego Rivera

#### Planta baja y primer piso

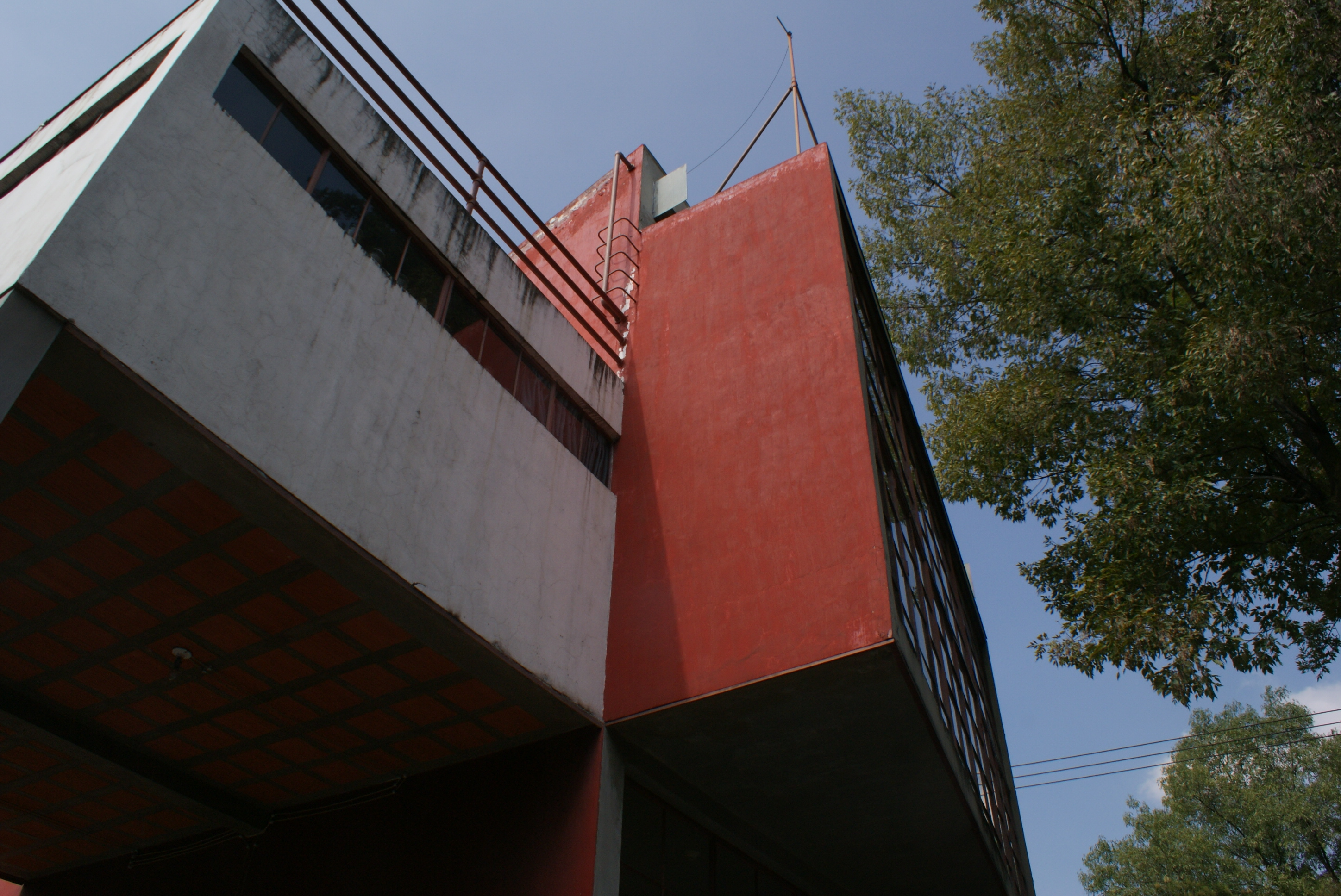
Vista externa del cuarto destinado a ser galería de las obras terminadas de Diego Rivera en la primera planta

La planta baja de esta casa es prácticamente en su totalidad un espacio libre, excepto por el pequeño núcleo de servicios. La escalera exterior es una variante mucho más grande y elaborada que la existente en la casa de Juan O'Gorman de 1929, con altos pasamanos de concreto, y su construcción en dos tramos debió ser muy compleja. Es notable la calidad de su realización, con un control preciso de la geometría y de su acabado. Se trata sin duda del elemento dominante de la fachada, hacia la calle Palmas y también de la fachada norte, totalmente acristalada.
El primer tramo de la escalera conduce al pequeño vestíbulo interior del primer piso, tras una puerta, como todas, con un marco de acero y panel de fibrocemento. De este espacio interno arranca una escalera recta con placas horizontales de concreto. A la izquierda se accede a un pequeño cuarto destinado a galería de las obras que Diego tenía en venta. El piso en todos los interiores vuelve a ser de duela de pino entintada con el pigmento “congo”. Las puertas y las ventanas conservan las manijas de bronce originales. En el resto de la planta hay una recámara y un baño cerrados al público. Todas las losas tienen nervaduras de concreto y bloques de barro prensado, como en los servicios de 1929. En este piso pudo existir una cocineta para calentar alimentos ya preparados, cerca de una de las bocas del ducto para la basura.

#### Segundo piso
Se llega al segundo piso tanto por el último tramo de la escalera exterior como por la interior y vuelve a encontrarse un vestíbulo, que en este caso conduce a la izquierda, al espacio más importante de todos: el estudio del pintor.
Sorprende por sus grandes dimensiones, cuya doble altura se incrementa más aún por el diente de sierra de la cubierta, también con nervaduras y bloques de barro. El gran ventanal hacia el norte se desplanta sobre una extensión oblicua del estudio; un giro que permitió a O’Gorman encontrar el norte magnético, para minimizar el ingreso del Sol. La parte baja de este ventanal puede abrirse por completo para subir telas con bastidores de grandes dimensiones.

Son muy notorios los cables eléctricos aparentes, con los focos colgando. Los dientes de sierra, que se dirigen al norte y de manera menor exacta siguen la orientación de la calle, llevaron al arquitecto a disponer por el exterior de unos parasoles de fibrocemento que dan sombra a cada ventana. Algunas de éstas, a gran altura, se abren mediante mecanismos mecánicos al alcance de una persona. Merece destacarse que en la solución de los parasoles, O’Gorman se adelantó por más de un lustro al mismo Le Corbusier, quien hará de estos un rasgo característico de su arquitectura.

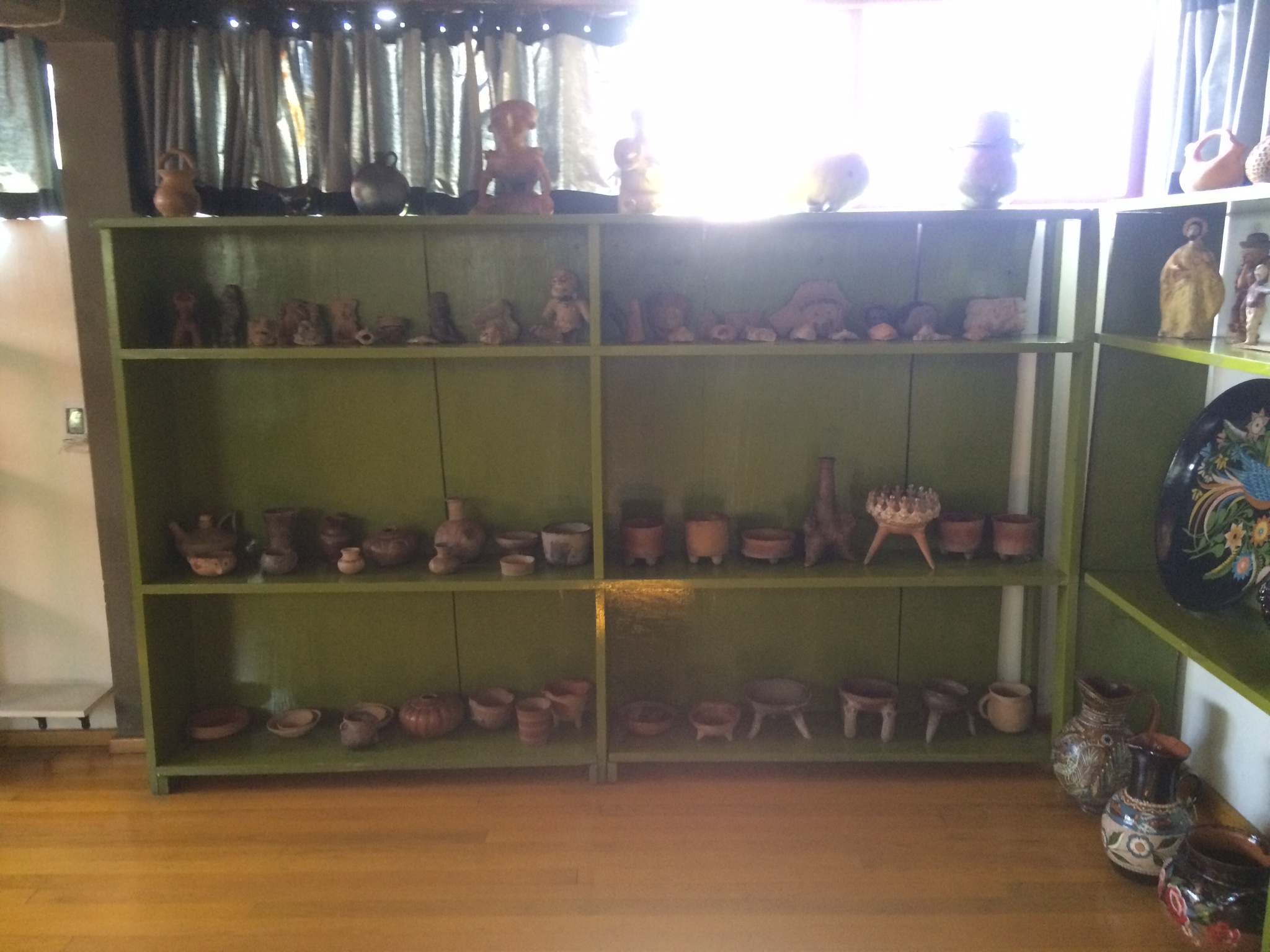
Colección de arte popular en el estudio de Diego Rivera

El espacio del estudio se extiende a menor altura, hacia un lado, para alojar una sala de estar y de preparación de materiales pictóricos por otro lado, para resguardar en estantes parte de una colección de arte popular. Este anexo produce la doble altura de la planta baja. Los muebles del estudio (poltronas con cojines, equipales, sillas de madera de origen popular), las cortinas de mezclilla (en todas las ventanas de la casa) y la cómoda de madera pintada de verde son originales, así como los enormes “judas” de cartón que cuelgan y se apoyan en diversas partes. 

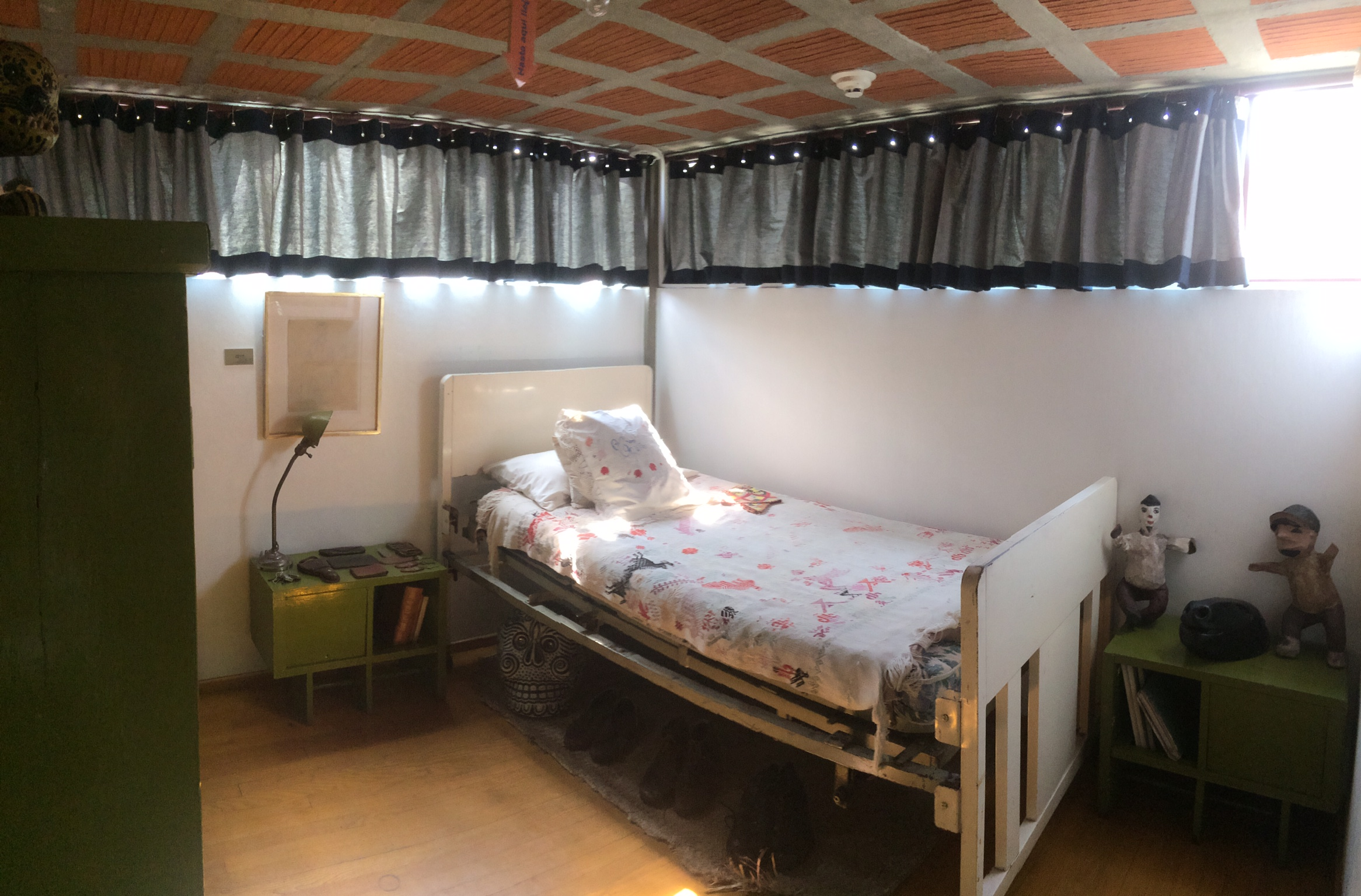
Recámara de Diego Rivera

En el resto del segundo piso se encuentran la recámara ocupada por el pintor y un baño abierto al público, único con regadera, en el que los muebles y accesorios son todos originales, incluyendo una tarja para el lavado de pinceles y utensilios. Del vestíbulo arranca otro tramo de la escalera interior, hacia el tercer piso.

#### Mezzanine y azoteas

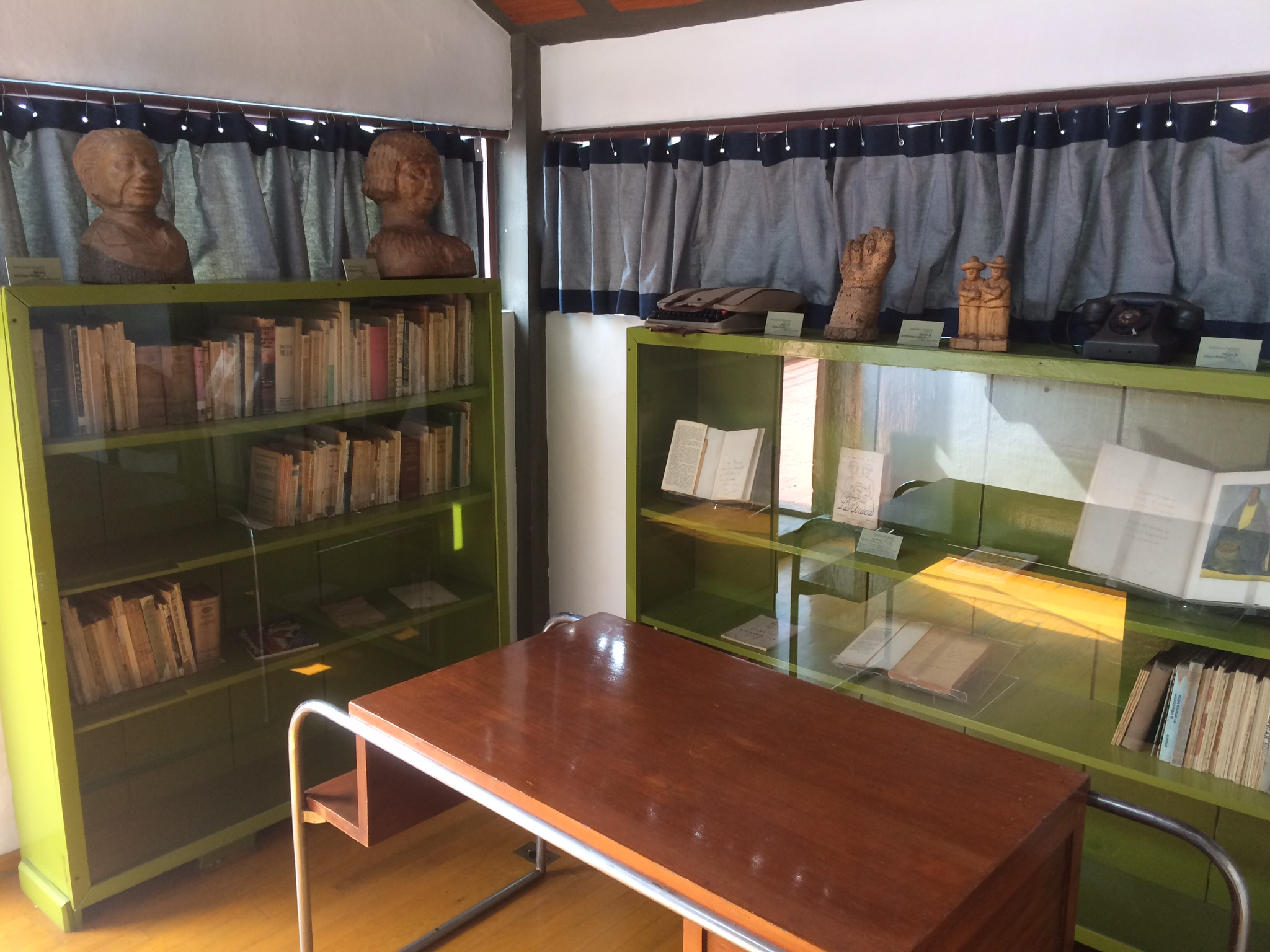
Despacho de Diego Rivera

El último nivel de la casa tiene un mezzanine abierto hacia el estudio que permite apreciar mejor su espacio, el gran ventanal y la cubierta dentada. Hay un mueble o planero empotrado para el resguardo de dibujos y un sillón del mobiliario original.
La habitación siguiente fue la oficina de Diego, con el escritorio y otros elementos de la época. La puerta exterior de este espacio lleva a una pequeña azotea (la cubierta del anexo del estudio) que permite ver el conjunto completo, incluyendo la casa de 1929 y su terreno.

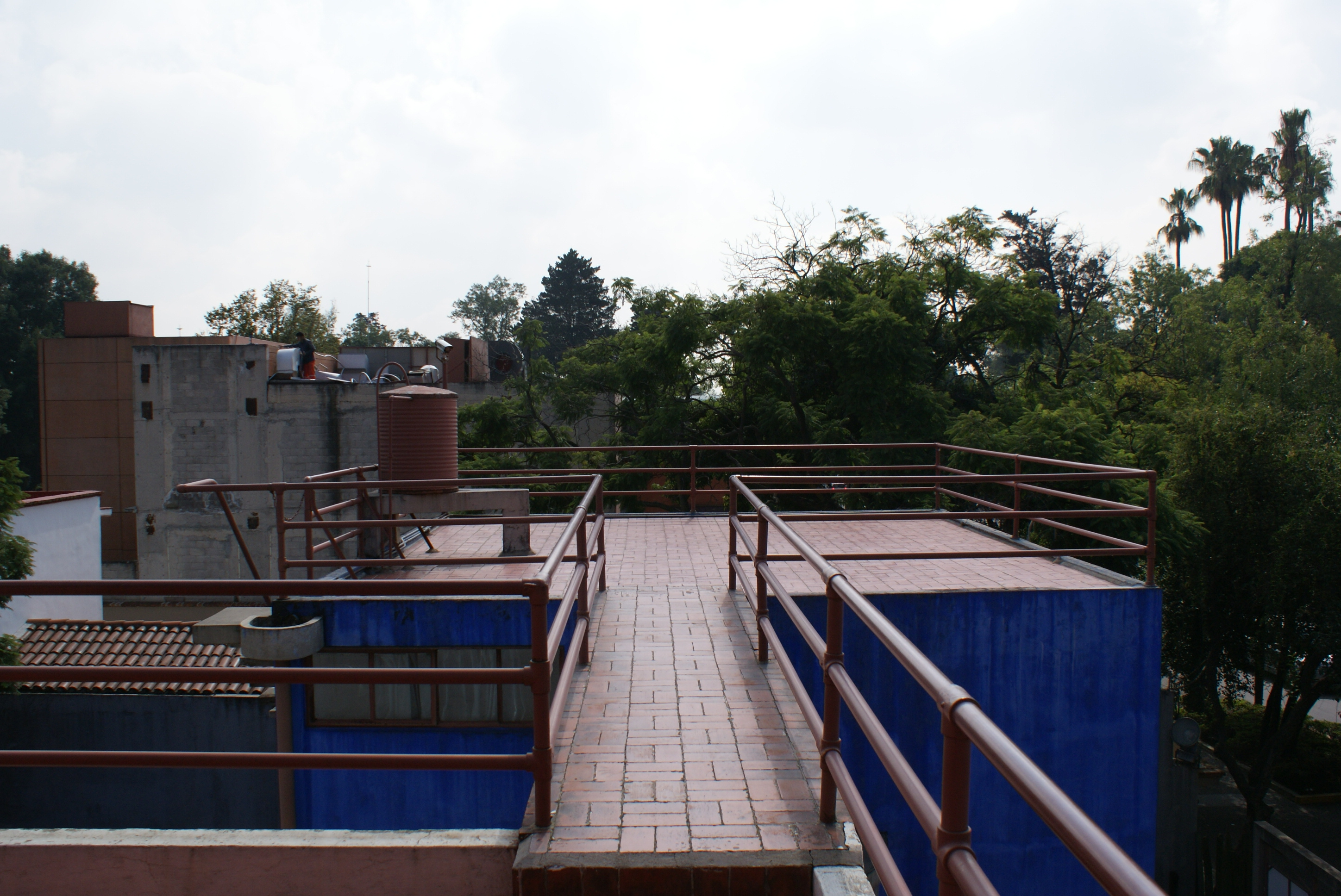
Azoteas que conectan la casa de Diego Rivera y Frida Kahlo

El muro del estudio sigue hacia arriba hasta rematar con los dientes de sierra, que desaguan hacia un canal de concreto conectado al tubo metálico que baja al suelo. Se ve aquí una mínima escalera metálica para subir a la cubierta, similar a la de la casa de 1929. Los pasamanos de tubos pintados de rojo antioxidante dominan el resto de este espacio, que se prolonga hacia el puente y el perímetro de la azotea de la casa de Frida. Se perciben igualmente los tinacos de la casa de Diego y la antena de radio sobre tubos delgados, más grandes que en la casa de 1929. Igualmente hay una vista interesante de la escalera exterior de la casa de Frida, cuyo descanso superior se funde con el recolector de concreto de agua de lluvia.
La azotea de la casa de Frida es otro mirador importante, con el tinaco rojo como único elemento presente en la misma. Pese a su difícil acceso, hay fotografías de Frida posando en esta azotea y en la del anexo del estudio de Diego.
Desde aquí se puede ver el barrio de San Ángel Inn, donde predominan construcciones neocoloniales que son todas posteriores a las casas estudio de Juan O’Gorman, pues originalmente se trataba de un lugar con huertas y pocas residencias campestres.

### Casa estudio de Frida Kahlo

#### Planta baja y primer piso

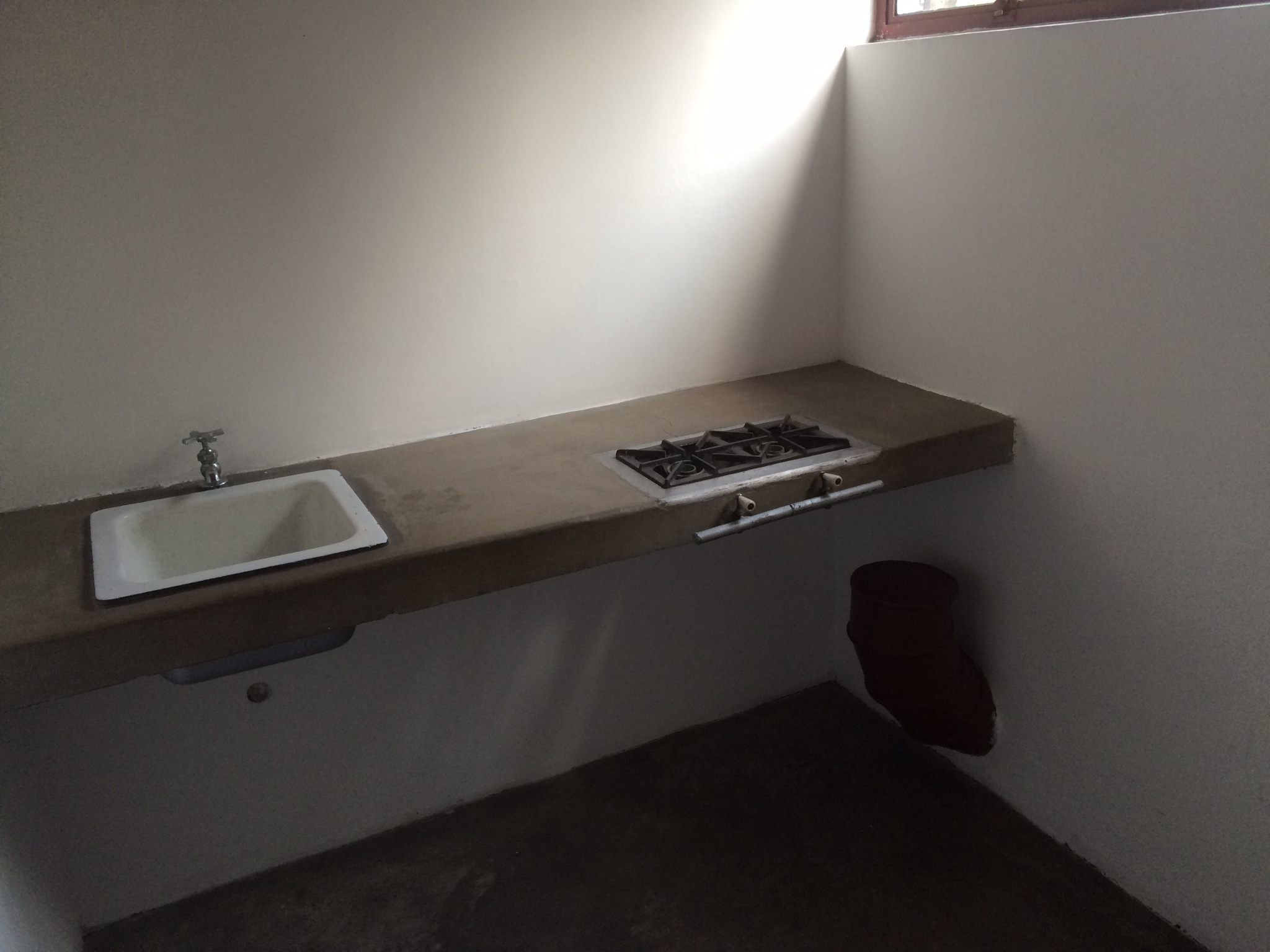
Cocina de Frida Kahlo

Como en la casa de Diego, la planta baja de la de Frida es un espacio mayormente abierto, sostenido por pilotes. Solo una escalera semicircular y los servicios interrumpen la planta libre. Desde la calle se percibe el inicio de la escalera. Que gira y termina en línea recta frente la puerta de acceso en el primer piso.
En éste se localiza, a la izquierda, una pequeña cocina que pudo tener originalmente una estufa de carbón, luego adaptada a gas. En el resto se ubican el comedor y la sala, iluminados al este y al sur respectivamente: desde la última se ve con claridad el tramo de la escalera que asciende al segundo piso, así como unos vitro blocks que iluminan el hueco del tramo inferior. Las puertas y ventanas, con sus accesorios, así como la instalación eléctrica, siguen siendo las mismas de la casa de Diego y son similares a las de la casa de 1929.

#### Segundo piso

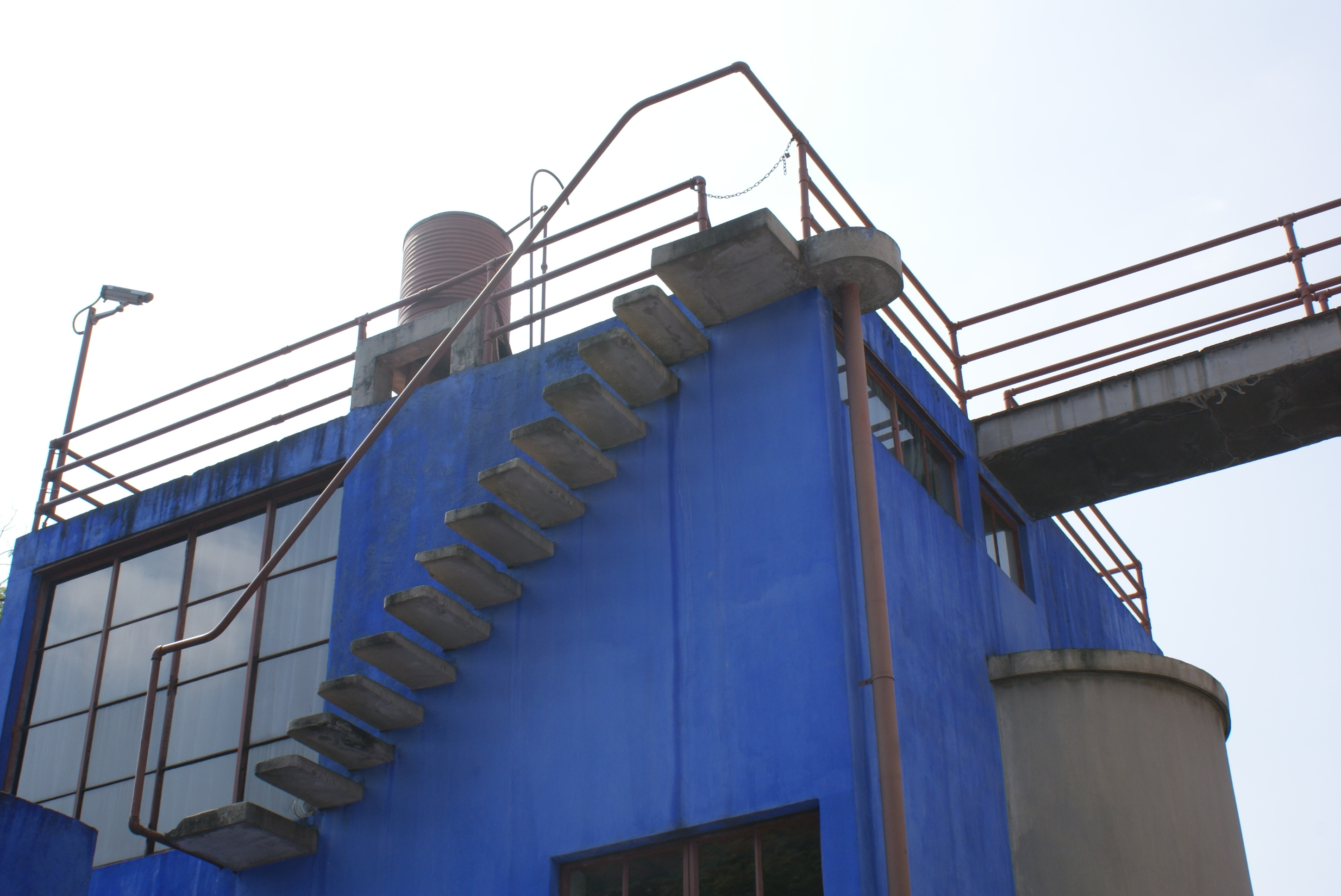
Vista externa de la casa estudio de Frida Kahlo

La última planta está destinada, en su mitad al oriente, al estudio de la pintora, que guarda una gran semejanza con el estudio de la casa de 1929, ya que sus tres caras exteriores son enteramente acristaladas y las ventanas se pliegan como biombos. La que da al norte se abre parcialmente para acceder al descanso de la escalera que sube a la azotea.
Existen fotografías de Frida trabajando en este estudio posando junto a un mueble, y en otra más, aparece sentada junto a Diego con el calentador de leña atrás, ubicado cerca de la puerta del baño. Tanto el calentador como el baño mismo son muy semejantes a los de la casa de 1929, con la pieza de granito artificial que ofrece un hueco para apoyar la cabeza. El lavabo y sus accesorios son originales, pero las llaves de la tina y regadera no lo son. Por último, la pequeña recámara, que apenas permite alojar una cama individual, se ubica al lado de la escalera, con la ventana hacia el sur.        

### La Casa de Juan O'Gorman de 1929

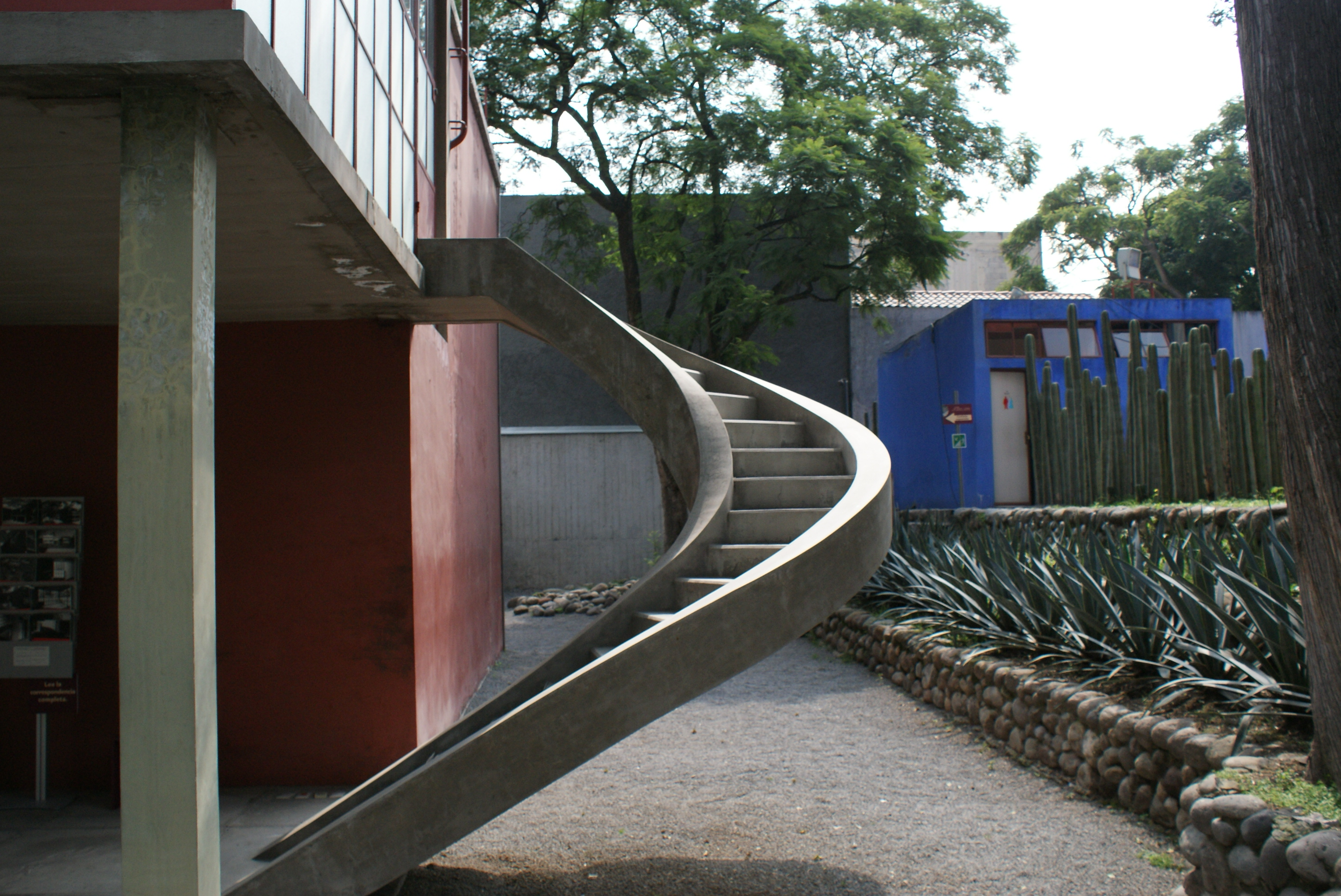
Escalera helicoidal

Incorporando diversas innovaciones que representaban un verdadero desafío arquitectónico, la primera casa moderna en México fue proyectada y construida por Juan O'Gorman entre 1929 y 1931. Ejemplo de ello es el estudio acristalado de la planta alta, de tres ventanales de piso a techo y esquina a esquina, con un marco de concreto perimetral que los circunda por completo, horizontal y verticalmente.

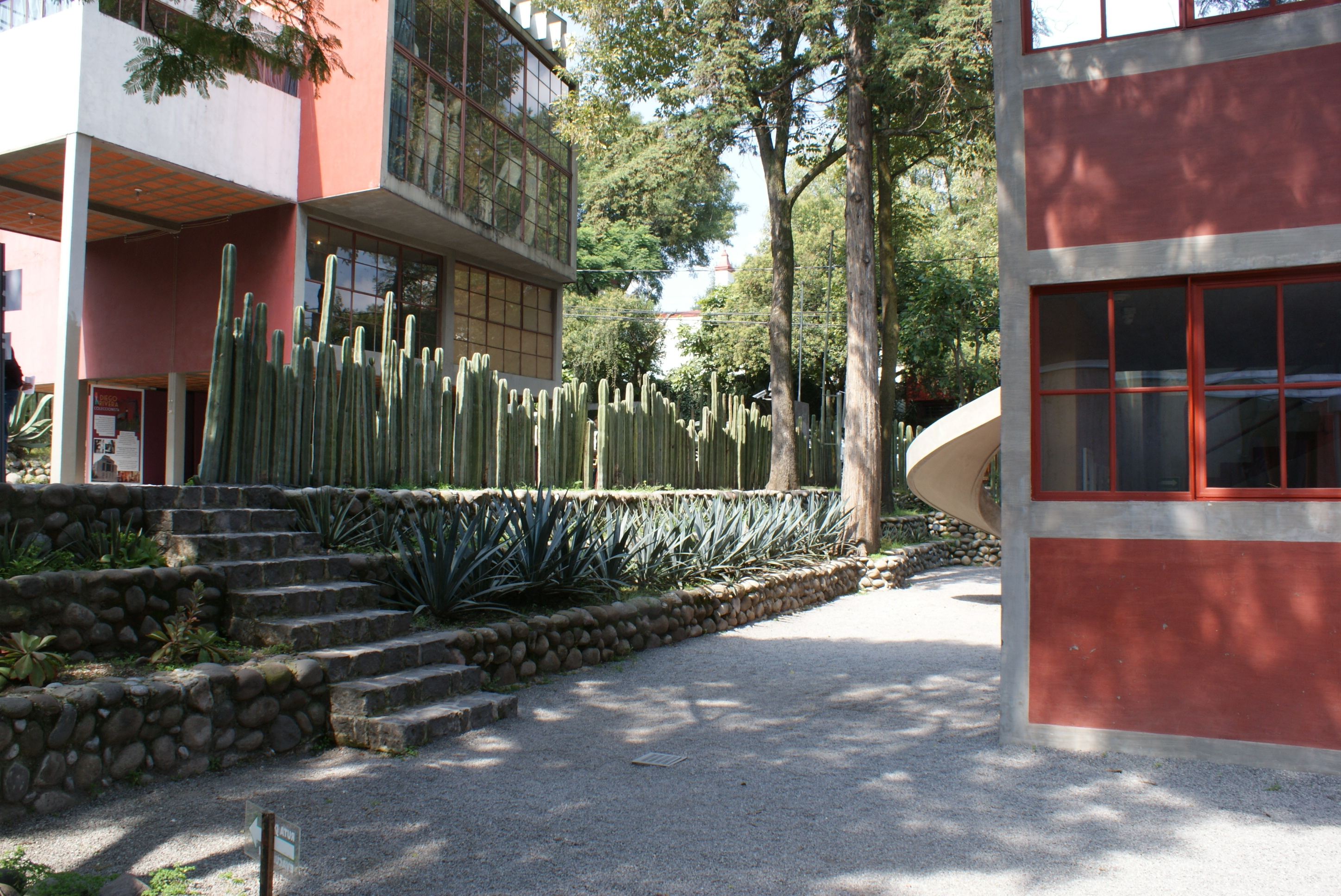
Cerca de cactos y piedras de río en el desnivel de las canchas de tenis.

El jardín de sombra, llamado así por el arquitecto, se limita por tres esbeltas columnas que remiten a los pilotis de Le Corbusier; desde este espacio inicia la escalera helicoidal que exigió un riguroso control de su geometría y proceso constructivo.
Las terrazas definidas por tecorrales de piedra redonda de río y magueyes son la solución al desnivel entre lo que eran dos canchas de tenis y la calle. Con el paso del tiempo desaparecieron, pero en el proceso de restauración del edificio en 2012-2013 se reconstruyeron a partir de vestigios y fotografías.
Las cercas de cactos que rodean el sitio dan una total transparencia a sus límites, lo que permite integrar visualmente esta casa a las construcciones vecinas de Diego y Frida.
La fachada norte es casi ciega, con dos ventanas altas y horizontales en cada piso que corresponden a la cocina y los baños. Al centro, baja el tubo recolector del agua de lluvia de la azotea, recogida por un canal de concreto, sobre el cual asoman los tinacos. Como todos los elementos metálicos, éstos muestran la pintura roja anticorrosiva usual en la época. 
La restauración incluyó la reconstrucción de la compleja escalera helicoidal aérea, la colocación de cimientos nuevos y el refuerzo metálico de todos los apoyos verticales, además del cambio de ciertos muros de barro por concreto para cumplir con las normas actuales contra sismos.

#### La planta baja
El acceso a la casa por medio de un hall, llamado así por O’Gorman, está limitado por un muro curvo que comunica con el servicio y la cocina. Del otro lado se encuentran la sala y el comedor, en los que se desarrollaba la vida en común, familiar o con amigos. 
La escalera interior conduce a la parte privada de la casa. Es de concreto con terminación de granito artificial entintado en rojo y linóleo en las huellas y el descanso. Bajo ésta se ubica una estufa metálica a manera de calefacción. El tiro metálico atraviesa visiblemente el espacio para calentar todo el inmueble. En su mayoría, los muros aplanados son de block de barro prensado hueco, buscando ligereza y aislamiento térmico. La pintura reproduce los colores originales. El cableado eléctrico está completamente a la vista, y las ventanas y puertas tienen perfiles metálicos.

#### El Estudio
El estudio es, sin duda, el más importante de todos los espacios de la casa. Constituye una notable innovación en el contexto de arquitectura moderna en el ámbito mundial. Aunque las fábricas ya habían utilizado íntegramente fachadas de cristal, aún no ocurría lo mismo en la arquitectura doméstica. En esta casa se emplearon tres de las caras que cierran un espacio. Las superficies de cristal se proyectan hacia el exterior mediante el marco que las circunda, dejando libres las tres columnas de la planta alta, acentuando así la idea de una caja hecha solo de cristal, de esquina a esquina. La más larga de las caras, hacia el oeste, tiene hojas plegadizas a manera de biombos, que permiten abrir el estudio para integrar por completo el espacio exterior con el interior. 
En el único muro se abre un nicho y aparece el tramo final de la chimenea, para calentar parcialmente esta habitación. Como en el resto de la casa, las instalaciones eléctricas están a la vista, la losa tiene la huella de la cimbra aparente y el piso de duela está entintado del color del pigmento “congo”.

#### La escalera, las circulaciones y el baño

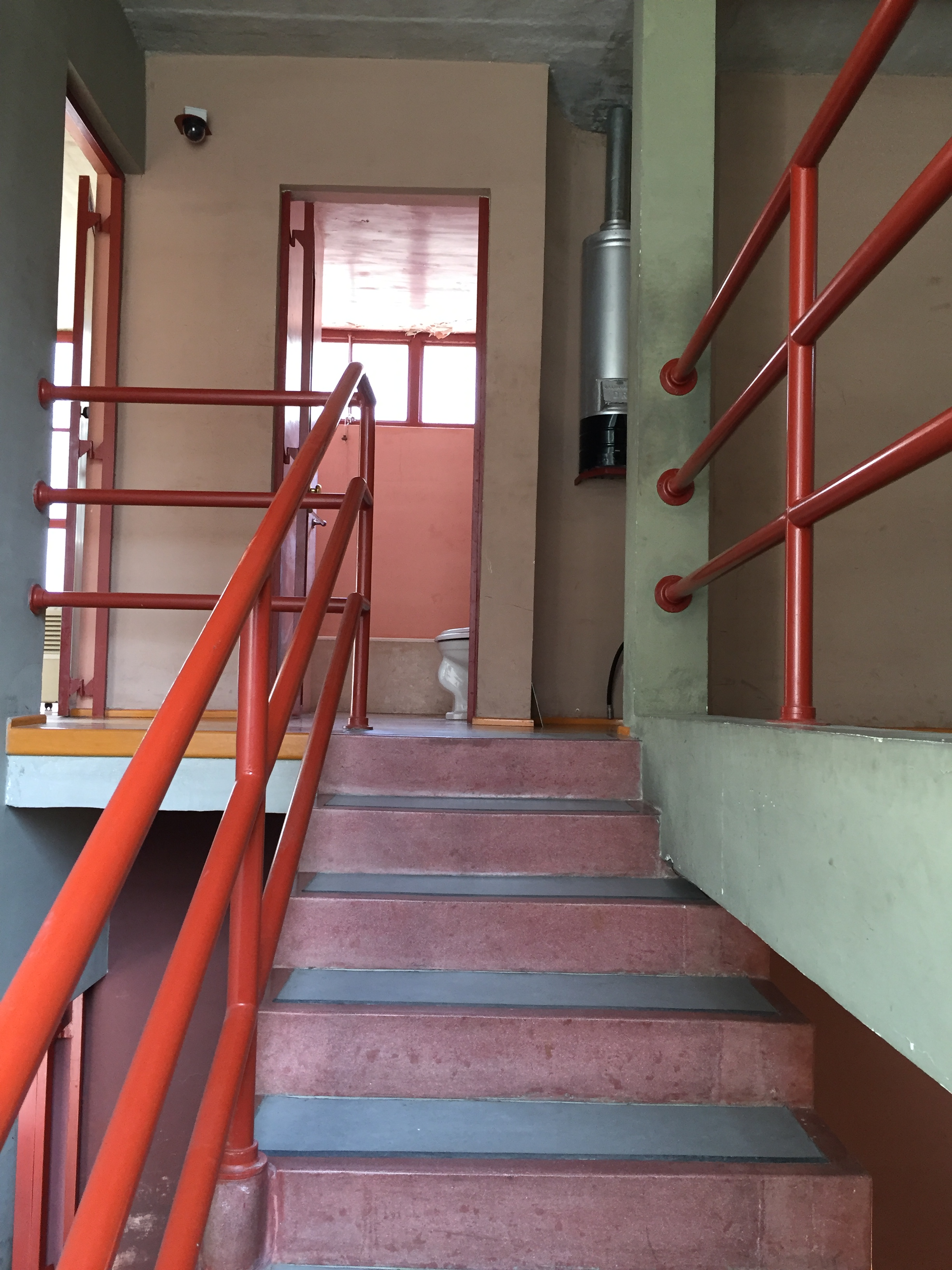
Escalera que conecta los pisos en la casa Juan O'Gorman. Se distinguen los característicos barandales tubulares.

La escalera interior y las circulaciones tienen como pasamanos una solución que O’Gorman adoptó en muchas de sus obras de esta época: tubos hidráulicos unidos con piezas de plomería, como codos y “T”, pintados siempre con el rojo antioxidante. 
El pasillo más largo conduce a las tres recámaras: dos de ellas muy pequeñas y la principal con su propio baño, actualmente áreas operativas del museo. El pasillo más corto tiene un nicho para alojar un calentador de leña o combustible como se le llamaba, colocado donde su función lo hace más eficiente, cerca de los dos baños. 
El baño que se encuentra abierto conserva todos sus elementos originales: muebles, llaves, grifos, toalleros y accesorios para el papel sanitario. Merece atención la solución con poleas para abrir las ventilas, cuya altura impide moverlas a mano. Del lado en que se pondría la cabeza al usar la tina, O’Gorman dejó un hueco que repite en la casa de Frida Kahlo. El piso de los baños es de granito artificial, a diferencia del resto de la casa, que es de duela de pino con el colorante amarillo de la época, llamado “congo”. Las puertas con perfiles metálicos y paneles de fibro-cemento.

#### Servicios
En la fachada norte, la casa tiene un segundo acceso de servicio. El área a la vista contenía el lavadero y un calentador de agua; actualmente aloja parte del equipo de enfriamiento del espacio para exposiciones. El piso de este sector, al igual que el de la cocina, es de granito artificial rojo, del mismo tipo que el empleado en la escalera interior. Al fondo está la puerta exterior de la cocina. En la parte superior del muro curvo, un corte también curvo permite que un solo foco ilumine este sitio y el área de la puerta principal.
La fachada norte, la que menos sol recibe y es por tanto más fría, sólo tiene unas pequeñas ventanas horizontales. Las dos inferiores corresponden a la cocina y las superiores a los dos baños. La losa de concreto de la cubierta se convierte en un canalón del mismo material, que funciona para recoger el agua pluvial de toda la azotea, bajándola por un tubo a la vista, solución que será un distintivo de O'Gorman. Igualmente característicos son los tinacos, siempre perceptibles y terminados con la pintura roja antioxidante.

#### Mural del comedor

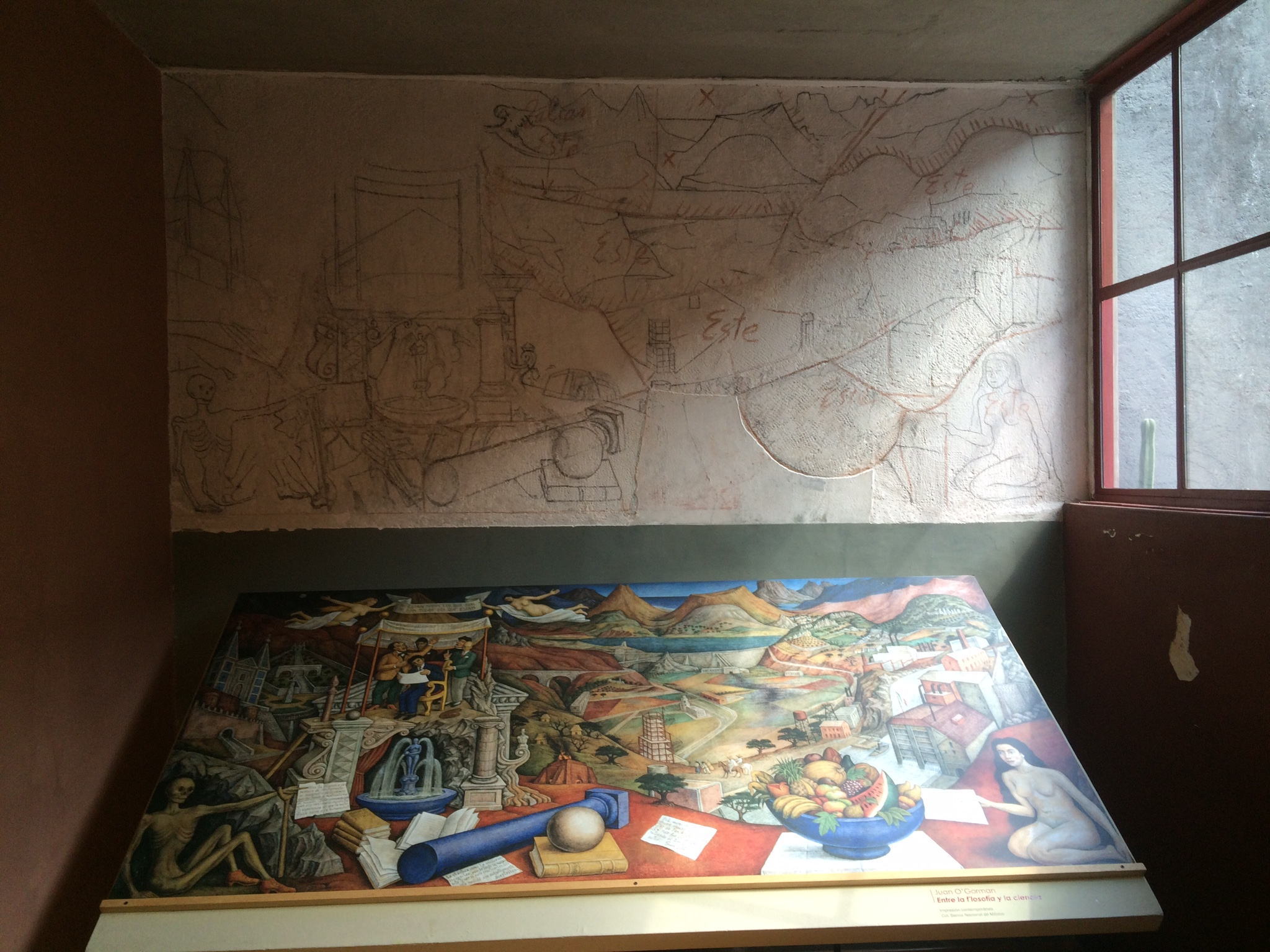
Mural del comedor.

Durante el proceso de restauración de esta casa en 2012, el equipo del Centro de Conservación y Registro del Patrimonio Artístico Mueble del INBA (CENCROPAM), encargado de buscar vestigios del color original de las paredes, advirtió indicios de algo diferente en esta pared. Tras indagaciones con especialistas, se confirmó la existencia de un fresco del que había noticias, por lo que se decidió buscar lo que hubiese sobrevivido, apareciendo el trazo (o sinopia, por su nombre en italiano) utilizado como guía para la pintura. En él se distinguen las indicaciones de las tareas (jornadas) en las que O’Gorman dividió el trabajo para su ejecución. Sobre estas áreas se aplican los colores al fresco.
Cuando el arquitecto vendió la casa, retiró el fresco mediante la técnica italiana del strappo: pegando una tela sobre la pintura para desprenderla al tirar de ella. Una vez retirada la capa pictórica, ésta se fija sobre una tela preparada. O'Gorman incluyó una leyenda alusiva en el fresco ya enlienzado. Esta obra pertenece a la colección del Banco Nacional de México y de ella se exhibe una reproducción fotográfica.
La obra mural lleva por título: Entre la filosofía y la ciencia hay bastante diferencia. En la esquina inferior izquierda, la representación de un cadáver hace alusión a la discusión estéril y el atraso. En la opuesta, una hermosa mujer desnuda con una copa llena de frutos a su lado exhibe el triunfo de la ciencia, la industria y el progreso. Esta confrontación de ideas es algo que Juan O'Gorman repitió en el tema del mural pétreo de la Biblioteca Central de la UNAM en Ciudad Universitaria.

## Otras instalaciones

### Estudio fotográfico

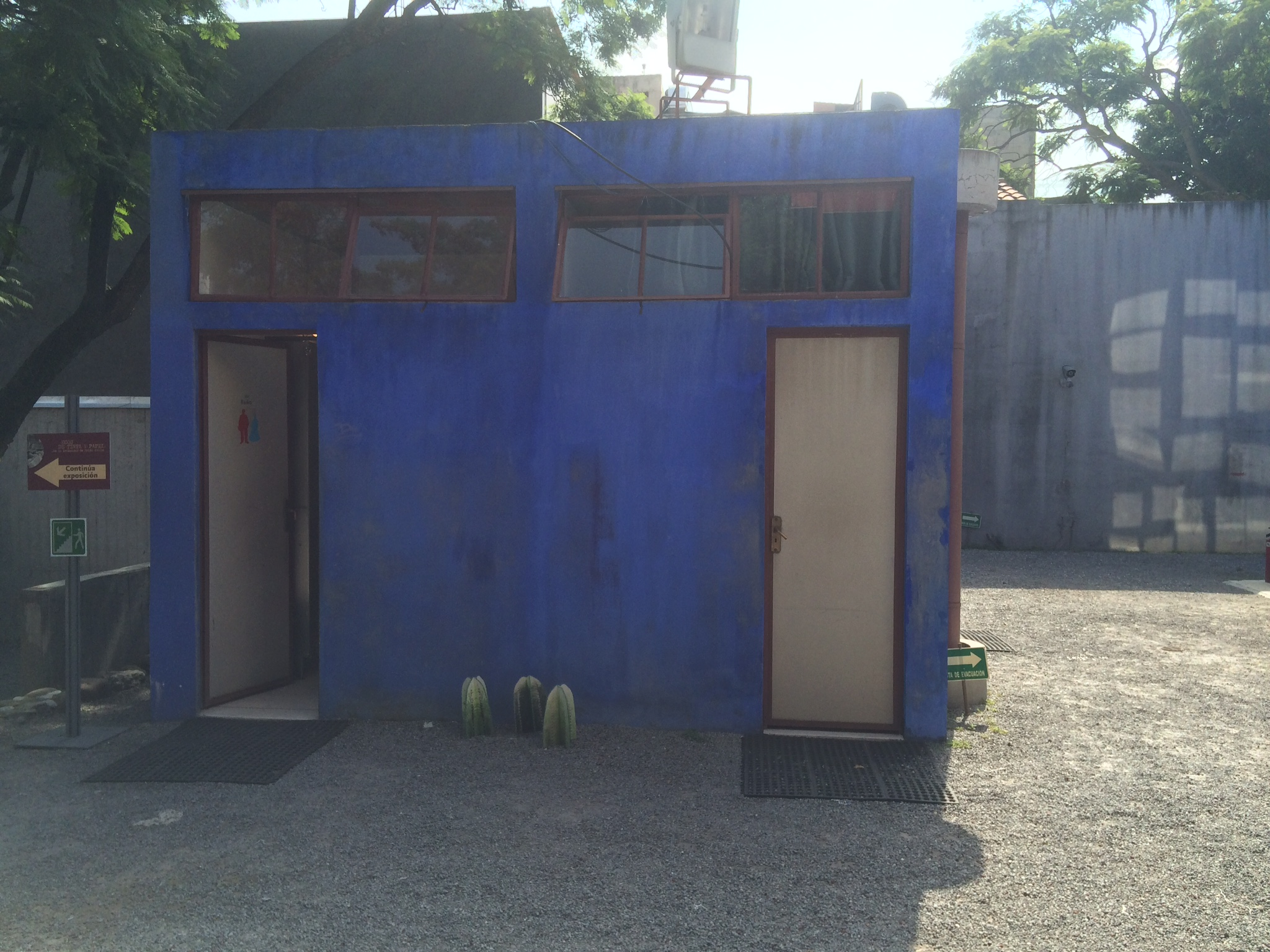
Originalmente, un estudio fotográfico, posteriormente se adaptaron para oficinas y para los servicios sanitarios de los visitantes.

En el dibujo original de O’Gorman para esta pequeña construcción, se anota que alojaría un laboratorio y un archivo fotográfico, aunque no consta que estuviese pensando en Guillermo Kahlo, padre de Frida. Se adaptó una pequeña habitación para recibir los servicios sanitarios de los visitantes, y los cuartos restantes se destinaron para oficinas.

### Cochera y Servicios
Al fondo del terreno, Juan O’Gorman edificó un pequeño anexo de una planta con cochera y dos habitaciones de servicio. La mayor innovación de esta área se encuentra en el sistema constructivo de la cubierta de todos los espacios, que consiste en una losa de delgadas nervaduras de concreto que rodean casetones de block de barro prensado y hueco. Esta solución sería llevada por O’Gorman de inmediato a todos los entrepisos y cubiertas de las casas de Diego y Frida, así como a otras que construyó durante la primera mitad de la década de 1930. Las puertas metálicas de la cochera, de tipo persiana, son una solución moderna elaborada en el proyecto  de restauración y se pintaron de gris, en lugar de rojo, para diferenciarlas de los elementos metálicos originales. Originalmente, la cochera se cerraba con una cortina metálica enrollable.